# بروستر ۱۰۳۱۵
سیارک ۱۰۳۱۵ (به انگلیسی: 10315 Brewster، نامگذاری:1990SC4) ده هزار و سیصد و پانزدهمین سیارک کشف شده‌است که در ۲۳ سپتامبر ۱۹۹۰ کشف شد.
قدر مطلق سیارک برابر ۱۴٫۳۰ است.